# Pseudoeurycea brunnata
Espèce
Statut de conservation UICN

 CR A2ac : 
En danger critique
Pseudoeurycea brunnata est une espèce d'urodèles de la famille des Plethodontidae.

## Répartition
Cette espèce se rencontre de 2 400 à 2 800 m d'altitude dans la Sierra Madre de Chiapas :
- sur le volcan Tacaná dans l'est du Chiapas au Mexique ;
- sur le volcan Chicabal dans le département de San Marcos au Guatemala.

## Publication originale
- Bumzahem & Smith, 1955 : Additional notes and descriptions of plethodontid salamanders from Mexico. Herpetologica, vol. 11, p. 73-75.